# Paradise Regained
Paradise Regained (deutsch: Das zurückgewonnene Paradies) ist ein Epos des englischen Poeten John Milton, das im Jahr 1671 publiziert wurde.
Der Band, in dem es erschien, enthielt auch das bis dahin von seinem Dichter unveröffentlichte Trauerspiel Samson Agonistes. Paradise Regained ist die Fortsetzung von Paradise Lost, in dem es um ähnliche theologische Themen geht.

## Inhalt
Paradise Regained erzählt die Geschichte der Versuchung Jesu durch Satan, wie sie der Evangelist Lukas niedergeschrieben hat.
Das Epos beginnt mit der Taufe Jesu im Jordan. Währenddessen berät sich Satan mit seinen Mitgesellen, wie er Jesus verführen könnte, so wie er es im Paradies mit Adam gemacht hat. Gott Vater beobachtet vom Himmel aus die Versammlung und schickt seinen Boten Gabriel zur Erde, wo Jesus in der Wüste gerade eine Prüfungszeit durchlebt. Satan, verkleidet als alter Mann, nimmt Kontakt zu Jesus auf und bietet sich ihm als Freund und Ratgeber an. Jesus ist nach 40 Tagen in der Wüste ausgehungert, und Satan schlägt ihm vor, Steine in Brot zu verwandeln. Jesus erkennt Satan in der Verkleidung und sagt ihm, der Mensch lebe nicht vom Brot allein, sondern von Gottes Wort. In der Zwischenzeit suchen ihn seine Jünger Simon und Andreas, sie können sich seine Abwesenheit nicht erklären, während Maria, Jesus’ Mutter, ihm vertraut und an ihn glaubt. Satan berät sich mit Belal, einem der gefallenen Engel, lehnt aber dessen Vorschlag ab, Jesus mit einer schönen Frau zu verführen. Stattdessen veranstaltet er ein Bankett mit üppigen Speisen und schönen Frauen als Bedienung.
Als auch dieser Versuch fehlschlägt, bietet Satan Jesus die totale Herrschaft über alle Völker der Erde an. Jesus lehnt diese absolute Herrschaft ab, weil er keinen Sinn darin sieht, die Menschen zu versklaven. Daraufhin führt Satan ihn auf einen hohen Berg und zeigt all die Länder, über die Jesus herrschen könnte. Jesus antwortet ihm, er werde ein Königreich errichten, aber ohne Satans Hilfe. Satan gibt nicht auf und verspricht Jesus alles Wissen und alle Weisheit der Welt: Philosophie, Musik, Kunst, Wissenschaft, aber Jesus bleibt unbeeindruckt. Schließlich führt er ihn auf die Spitze des Tempels, versucht ihn zu überreden, sich in die Tiefe zu stürzen, wo ihn die Engel Gottes auffangen werden und ins Paradies bringen. Als auch das fehlschlägt, gibt Satan auf und verschwindet.
Das Epos endet mit der Rückkehr Jesu in das Haus seiner Mutter.

## Form
Paradise Regained ist gegliedert in vier Bücher, ist in Blankversen verfasst und umfasst 2.065 Zeilen, während Paradise Lost in zwölf Bücher gegliedert ist und 10.565 Zeilen umfasst.

## Interpretation
Paradise Regained erinnert durch seinen Titel, die Verwendung von Blankversen und seinen Bezug auf die Geschichte des Christentums an das vorangehende Werk. Allerdings geht es hier vor allem um die Versuchung Jesu, wie sie im Lukas-Evangelium erzählt wird. Eines der Hauptkonzepte, das durch Paradise Regained hervorgehoben wird, ist das Spiel der Umkehrungen. Wie der Titel zum Ausdruck bringt, beschloss Milton, den Verlust des Paradieses auf den Kopf zu stellen, und so finden sich im Gedicht oft antithetische Begriffe nahe beieinander, um die Idee zu verstärken, dass alles, was im ersten Gedicht verloren gegangen ist, am Ende des zweiten wiedergewonnen werden soll.
Darüber hinaus konzentriert sich diese Arbeit auf die Idee des Hungers, sowohl im wörtlichen als auch im spirituellen Sinne. Nachdem Jesus vierzig Tage lang in der Einöde der Wüste gewandert ist, mangelt es ihm an Nahrung wie auch an Gottes Wort. Satan, der blind für die metaphorische Bedeutung des Begriffs Hunger ist und darunter nur eine Unterversorgung versteht, bietet Christus Nahrung und verschiedene andere Versuchungen an. Jesus aber weist ihn und seine Gaben immer wieder zurück.

## Ausgaben
- Paradise Regained, a poem in IV books, To which is added Samson Agonistes. London: Starkey 1671.
- Paradise Lost and Paradise Regained. London: Harper Collins 2012. (Collins Classics.) ISBN 978-0-00-790210-1